# 内田善利
内田 善利（うちだ ぜんり、1919年（大正8年）6月10日 - 2005年（平成17年）3月24日）は、日本の政治家。公明党参議院議員（2期）。

## 経歴
鹿児島県日置郡東市来村養母出身。鹿児島県立川内中学校 (旧制)を経て、1941年明治専門学校応用化学科卒。日本窒素肥料に入り、その後、高校教諭となる。1968年の第8回参議院議員通常選挙において公明党公認で全国区から立候補して当選する。6年後の第10回参議院議員通常選挙においても再選。参議院議員を2期務めた。この間、参議院運輸委員長などを歴任した。1980年の第12回参議院議員通常選挙には立候補せず、政界から引退した。
1988年11月の秋の叙勲で勲二等に叙され、瑞宝章を受章する。
2005年3月24日、死去した。85歳没。